# Лопушник
Лопушник је насеље у Србији у општини Петровац на Млави у Браничевском округу. Према попису из 2022. било је 327 становника.

## Порекло становништва
Село је 1907. године бројало 198 кућа. Најстарије породице су Остојићи и Ђурићи.
Према пореклу ондашње становништво Лопушника из 1903. године може се овако распоредити:
- Косовско-метохијских досељеника има 3 породице са 61 куће.

Остојићи славе св. Николу.
Ђурићи славе св. Арханђела.
Црнојевци славе св. Луку.
- Из околине Трстеника има 1 породица са 30 куће.

Туфегџићи (30 кућа) славе св Михољдана.
- Остале су породице из околине и са Хомољске планине.

## Демографија
У насељу Лопушник живи 381 пунолетни становник, а просечна старост становништва износи 44,6 година (43,6 код мушкараца и 45,6 код жена). У насељу има 127 домаћинстава, а просечан број чланова по домаћинству је 3,65.
Ово насеље је великим делом насељено Србима (према попису из 2002. године), а у последња три пописа, примећен је пад у броју становника.
|  |

| Демографија | Демографија | Демографија |
| Година      | Становника  | Становника  |
| ----------- | ----------- | ----------- |
| 1948.       | 743         |             |
| 1953.       | 759         |             |
| 1961.       | 775         |             |
| 1971.       | 752         |             |
| 1981.       | 725         |             |
| 1991.       | 650         | 521         |
| 2002.       | 463         | 619         |
| 2011.       | 396         |             |

| Етнички састав према попису из 2002.‍ | Етнички састав према попису из 2002.‍ | Етнички састав према попису из 2002.‍ | Етнички састав према попису из 2002.‍ | Етнички састав према попису из 2002.‍ |
| ------------------------------------ | ------------------------------------ | ------------------------------------ | ------------------------------------ | ------------------------------------ |
|                                      |                                      |                                      |                                      |                                      |
| Срби                                 | Срби                                 |                                      | 444                                  | 95,89%                               |
| Румуни                               | Румуни                               |                                      | 2                                    | 0,43%                                |
| Мађари                               | Мађари                               |                                      | 1                                    | 0,21%                                |
| непознато                            | непознато                            |                                      | 15                                   | 3,23%                                |

| Година пописа     | 1948. | 1953. | 1961. | 1971. | 1981. | 1991. | 2002. |
| ----------------- | ----- | ----- | ----- | ----- | ----- | ----- | ----- |
| Број домаћинстава | 157   | 156   | 162   | 159   | 150   | 135   | 127   |

| Број чланова      | 1  | 2  | 3  | 4  | 5  | 6  | 7 | 8 | 9 | 10 и више | Просек |
| ----------------- | -- | -- | -- | -- | -- | -- | - | - | - | --------- | ------ |
| Број домаћинстава | 22 | 26 | 19 | 11 | 21 | 17 | 8 | 2 | 1 | 0         | 3,65   |

| Пол    | Укупно | Неожењен/Неудата | Ожењен/Удата | Удовац/Удовица | Разведен/Разведена | Непознато |
| ------ | ------ | ---------------- | ------------ | -------------- | ------------------ | --------- |
| Мушки  | 199    | 50               | 125          | 14             | 9                  | 1         |
| Женски | 203    | 33               | 130          | 33             | 7                  | 0         |
| УКУПНО | 402    | 83               | 255          | 47             | 16                 | 1         |

| Пол    | Укупно                    | Пољопривреда, лов и шумарство | Рибарство                            | Вађење руде и камена | Прерађивачка индустрија       |
| ------ | ------------------------- | ----------------------------- | ------------------------------------ | -------------------- | ----------------------------- |
| Мушки  | 113                       | 68                            | 0                                    | 0                    | 14                            |
| Женски | 54                        | 33                            | 0                                    | 0                    | 6                             |
| УКУПНО | 167                       | 101                           | 0                                    | 0                    | 20                            |
| Пол    | Производња и снабдевање   | Грађевинарство                | Трговина                             | Хотели и ресторани   | Саобраћај, складиштење и везе |
| Мушки  | 2                         | 4                             | 11                                   | 0                    | 4                             |
| Женски | 0                         | 0                             | 5                                    | 0                    | 0                             |
| УКУПНО | 2                         | 4                             | 16                                   | 0                    | 4                             |
| Пол    | Финансијско посредовање   | Некретнине                    | Државна управа и одбрана             | Образовање           | Здравствени и социјални рад   |
| Мушки  | 0                         | 1                             | 0                                    | 2                    | 0                             |
| Женски | 0                         | 0                             | 0                                    | 3                    | 2                             |
| УКУПНО | 0                         | 1                             | 0                                    | 5                    | 2                             |
| Пол    | Остале услужне активности | Приватна домаћинства          | Екстериторијалне организације и тела | Непознато            | Непознато                     |
| Мушки  | 0                         | 0                             | 0                                    | 7                    | 7                             |
| Женски | 0                         | 0                             | 0                                    | 5                    | 5                             |
| УКУПНО | 0                         | 0                             | 0                                    | 12                   | 12                            |